# Ceropegia kundelunguensis
Ceropegia kundelunguensis är en oleanderväxtart som beskrevs av F. Malaisse. Ceropegia kundelunguensis ingår i släktet Ceropegia och familjen oleanderväxter. Inga underarter finns listade i Catalogue of Life.